# Sinaïstekelmuis
De Sinaïstekelmuis of Palestijnse stekelmuis (Acomys dimidiatus) is een knaagdier uit het geslacht der stekelmuizen (Acomys).

## Verwantschap
Deze soort behoort tot het ondergeslacht Acomys en is daarbinnen verwant aan de Egyptische stekelmuis (A. cahirinus); lange tijd zijn deze twee vormen tot een en dezelfde soort, A. cahirinus, gerekend. De scheiding tussen de twee soorten is gebaseerd op karyotypische, genetische en morfologische gegevens. Het karyotype van de Sinaïstekelmuis bedraagt 2n=38 bij de meeste populaties, maar 2n=36 bij sommige populaties op de Sinaï en in Israël.

## Verspreiding
Deze soort komt voor van de Sinaï (Egypte) via Israël, Jordanië, Libanon, Syrië, Saoedi-Arabië, Jemen, Oman, de Verenigde Arabische Emiraten, Zuid-Irak en Zuid-Iran tot Zuid-Pakistan.